# 黄洋镇
黄洋镇，是中华人民共和国四川省广元市旺苍县下辖的一个乡镇级行政单位。2020年5月，将原柳溪乡蟠龙村所属行政区域划归黄洋镇管辖。

## 行政区划
黄洋镇下辖以下地区：
黄洋河社区、古天村、黄洋村、南溪村、通溪村、金华村、宝坪村、天池村、水营村、店子村、金安村、仕安村和太阳村。